# Abel Tasman Monument

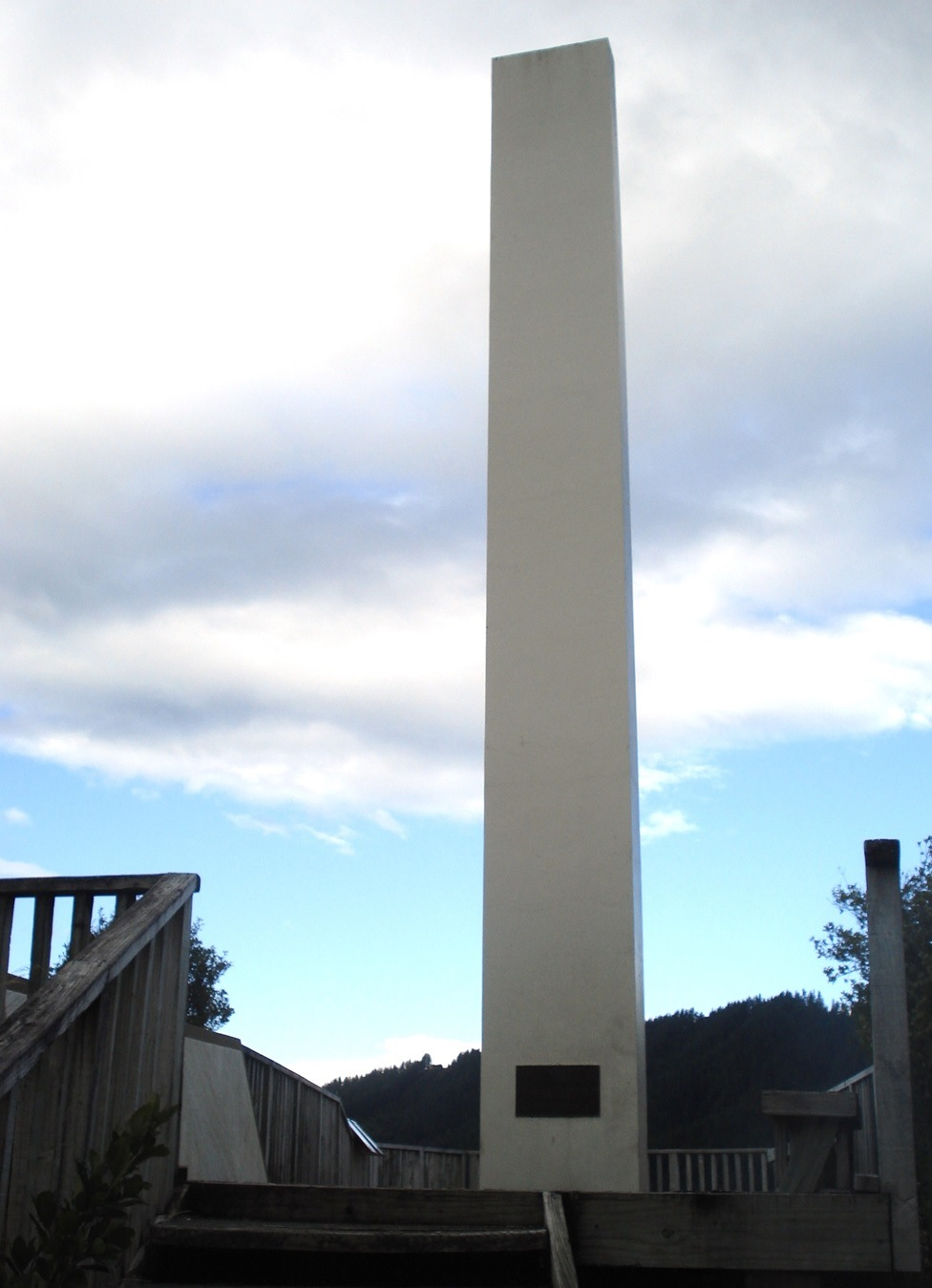
Das Abel Tasman Monument

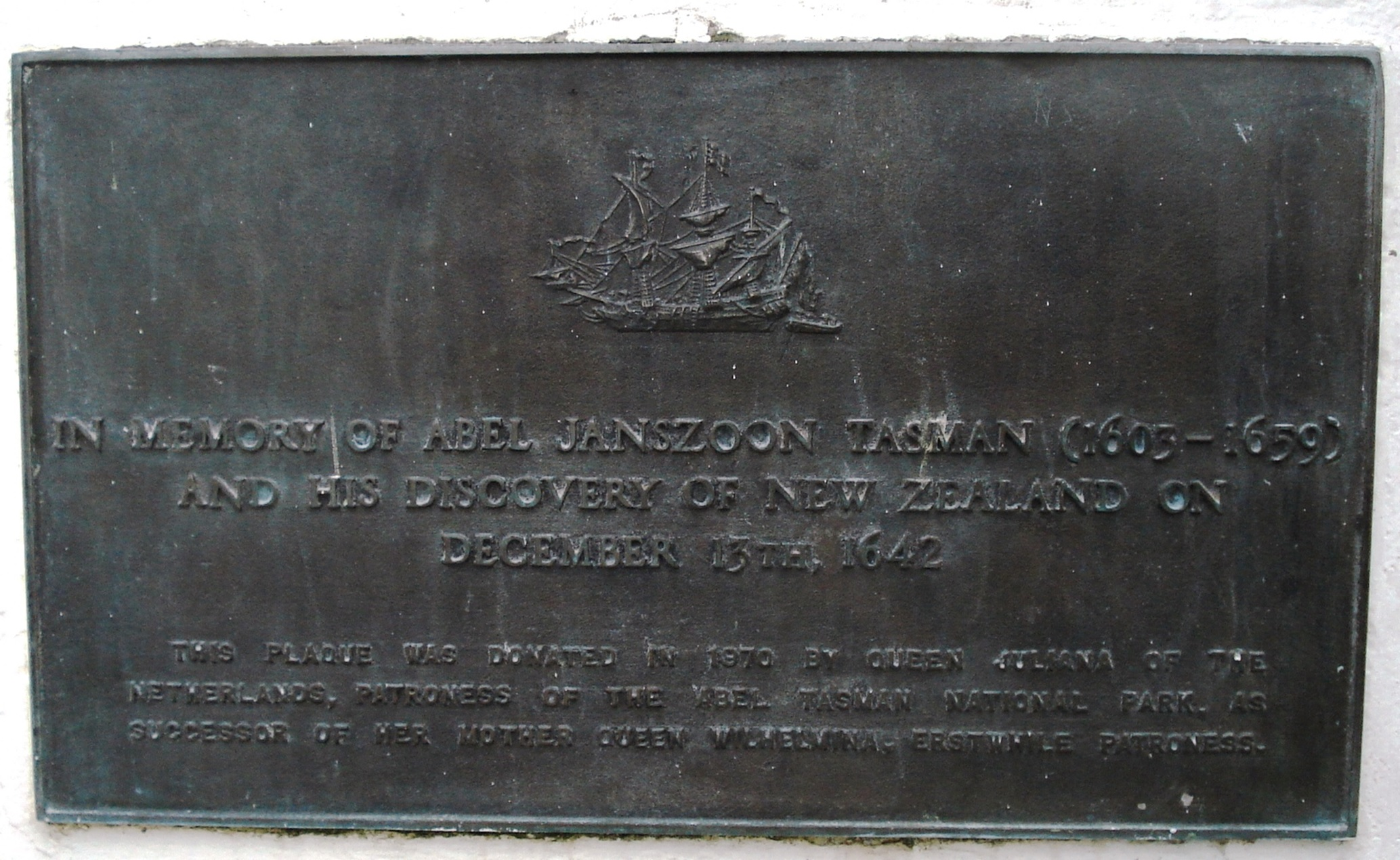
Die Bronzetafel am Abel Tasman Monument

Das Abel Tasman Monument, bzw. Abel Tasman National Monument / Abel Tasman Memorial ist ein Denkmal in Tarakohe im Tasman District an der Golden Bay / Mohua im Norden der Südinsel Neuseelands. Es ist Teil des Abel-Tasman-Nationalparks.
Das Denkmal erinnert an die (europäische) Entdeckung Neuseelands durch den niederländischen Seefahrer Abel Tasman am 13. Dezember 1642 & den ersten Kontakt zwischen Maori und Europäern am 18. Dezember 1642.

## Denkmal
Das Denkmal besteht aus einer Weißen Stele aus Beton von 9,1 m (30 Fuß) Höhe und 1 m Breite; im unteren Bereich ist eine Bronzetafel eingelassen. Es steht umgeben von einer hölzernen Plattform auf einem Landvorsprung ca. 50 m über dem Meer. Informationstafeln an der Plattform erläutern die Geschichte der Entdeckung Neuseelands und die Geschichte aus Sicht der Maori.
Ca. 70 m von der Straße Abel Tasman Drive entfernt ist es frei zugänglich und bietet einen Panoramablick in die Golden Bay / Mohua und die östlich gelegene Ligar Bay.

## Geschichte
Das Denkmal wurde 1942 anlässlich des 300. Jahrestages der Entdeckung Neuseelands errichtet und am 18. Dezember 1942 eingeweiht; der Architekt war Ernst Plischke. 1970 wurde die Bronzetafel (eine Stiftung von Königin  Juliana der Niederlande) ergänzt.

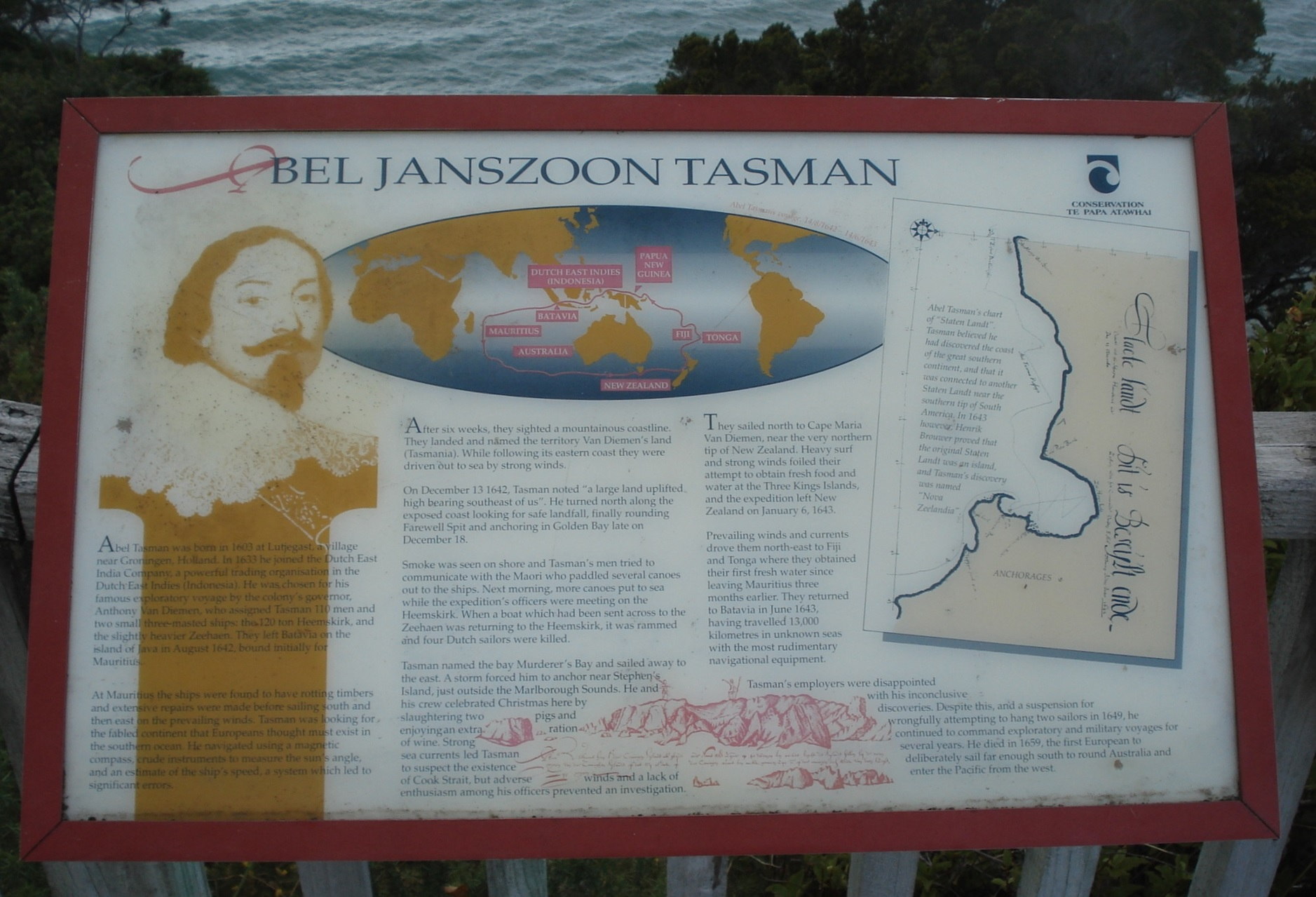
Informationstafel am Abel Tasman Monument
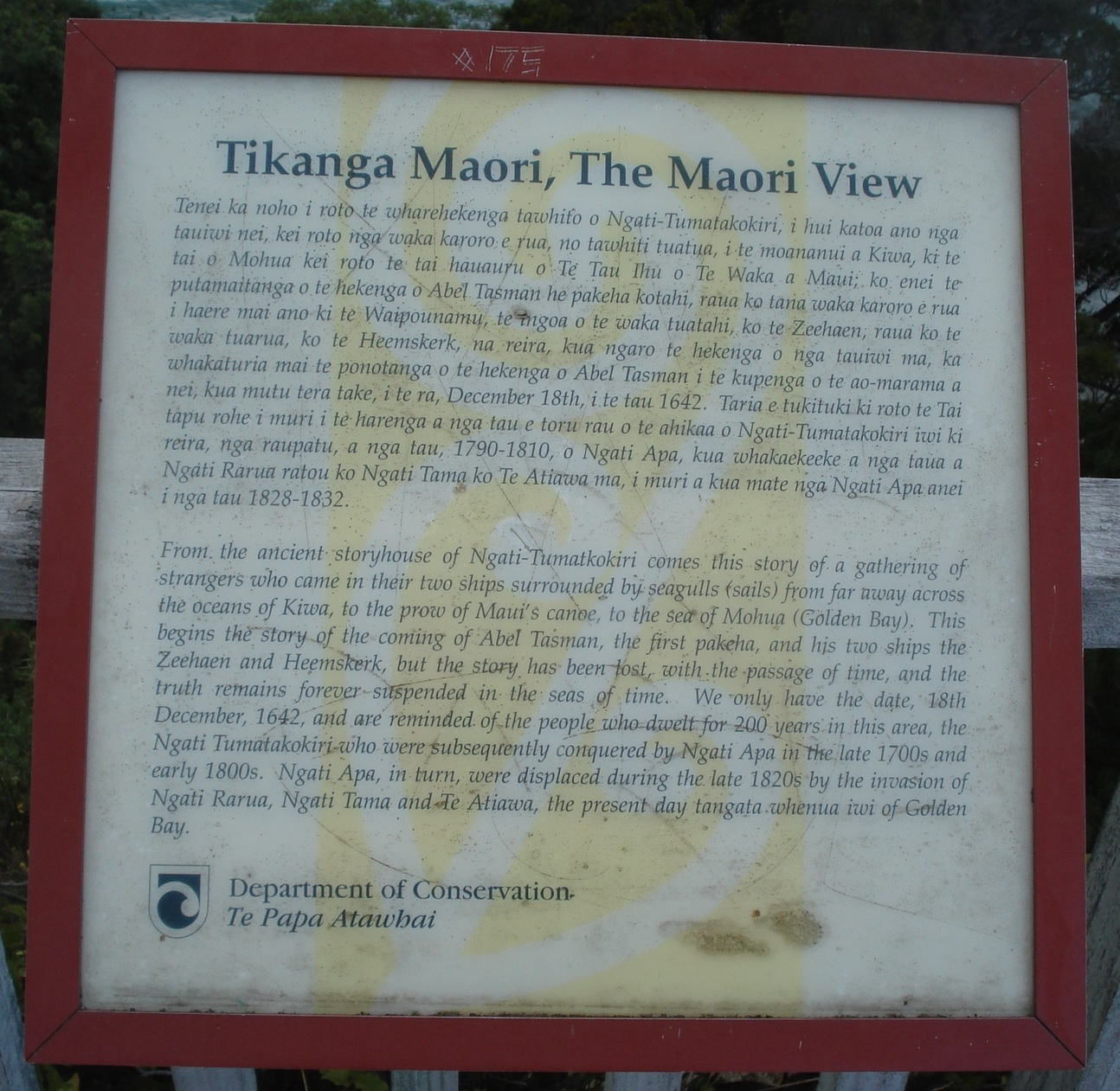
Informationstafel zur Geschichte aus Sicht der Maori am Abel Tasman Monument
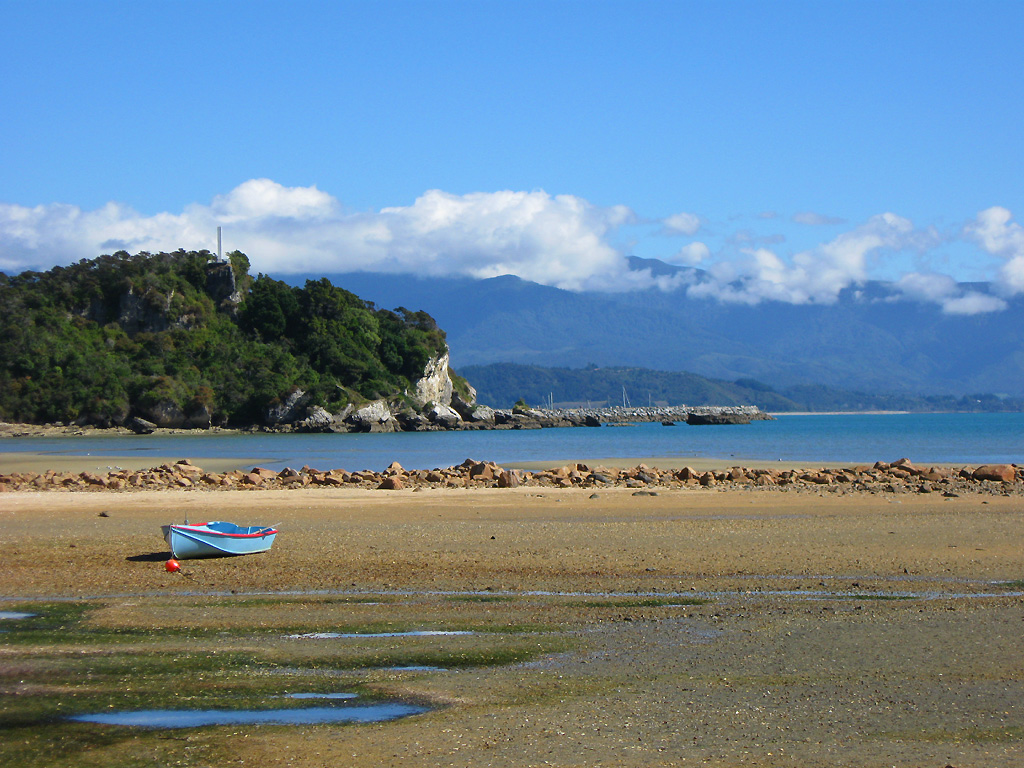
Das Abel Tasman Monument – aufgenommen vom Strand der Ligar Bay
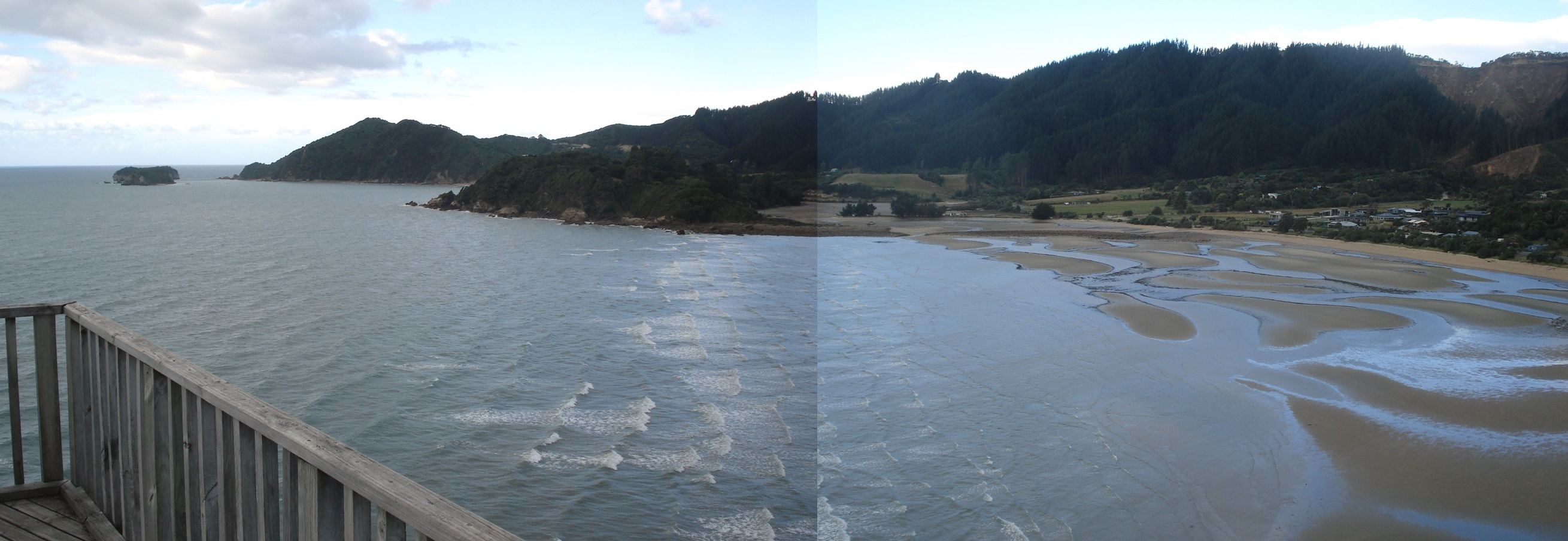
Blick von der Plattform am Abel Tasman Monument nach Nordosten (rechts die Ligar Bay)  (zusammengesetztes Foto)